# Pierre de Villiers (seigneur de L'Isle-Adam)
Pour les articles homonymes, voir Pierre de Villiers et Villiers.
Pierre de Villiers, puis Pierre de Villiers de L'Isle-Adam, seigneur de Domont, fils d'Adam Ier de Villiers (existent aussi à proximité Villiers et Villiers) et d'Alix de Crécy, est le premier des Villiers à être seigneur de L'Isle-Adam de 1364 à 1386, année de sa mort (il était le petit-cousin de Guillemette de Beaumont-Luzarches, dame de L'Isle-Adam).

## Biographie

### Chevalier du Guet
Dès 1348, il est chevalier du Guet à Paris, puis se rend en Écosse avant de servir en Normandie. Membre de l'ordre de l'Étoile, il est en 1352 aux côtés de Guy II de Nesle, Maréchal de France, en Bretagne, lors de la bataille de Mauron perdue par les chevaliers français contre les archers anglais. Fait prisonnier, sa rançon est payée par Jean II le Bon qui le nomma capitaine des places-fortes de Pontorson et du Mont-Saint-Michel, et de Saint-James de Beuvron du 1er août 1356 au 5 mars 1357, en remplacement de Jean Paisnel, sire de Marcey.
En compagnie d'Arnoul d'Audrehem, maréchal de France, il est sauvé d'une embuscade par Bertrand du Guesclin, fait qui vaudra à ce dernier son titre de chevalier. Pierre de Villiers le prend alors sous son aile et lui fournit des troupes. Avant d'être rappelé par le dauphin et régent Charles en tant que chevalier du Guet à Paris, il laisse à Du Guesclin son poste à Pontorson. À Paris, sous les ordres, notamment, d'Étienne Marcel, il échoue à contenir une bande de pillards aux portes de la capitale. En 1357, il prend néanmoins les forteresses de Chartres et d'Étampes. En 1359-1360, on lui confie la garde de la ville de Melun.
- Il perd son épouse, mère de ses six enfants, Jeanne de Beauvais, dame de Massy, en 1363.

### Grand maître de l’Hôtel du roi
En 1364, à son retour d'Angleterre où il avait accompagné le roi Jean, il fit l'acquisition de la seigneurie de L'Isle-Adam auprès de sa grande-cousine Guillemette de Beaumont-Luzarches, dame de L'Isle-Adam, quelques années après lui avoir acheté la seigneurie de Valmondois. Le nouveau roi, Charles V, le prend à son service et le nomme en 1368 Grand-maître de l'Hôtel du roi, poste qu'il occupe jusqu'à sa mort. Chargé de plusieurs missions pour lesquelles il donne satisfaction au roi, celui-ci le fait en 1375 porteur de l'oriflamme. Il perd deux de ses fils cette même année et continue par la suite à effectuer diverses missions militaires pour le roi.
- Remarié à Marguerite de Vendôme-Segré, qui meurt en 1382, il fait consacrer une chapelle aux apôtres saint Pierre et saint Paul dans le château de L'Isle-Adam en 1378. Il est appelé à lever l'oriflamme avant la Guerre de Flandres par le nouveau roi Charles VI en 1382. La bataille  de Roosebeke se révèle être une victoire éclatante pour l'armée française. Comme l'indique Jean Froissart, le ciel s'était subitement dégagé alors que Pierre de Villiers levait l'oriflamme, les Flamands, soudainement éblouis, furent massacrés.

### Décès et succession
Sur cette victoire, Pierre de Villiers se retire en son château de L'Isle-Adam, y fait son testament en 1383 et y reçoit en 1386 le roi de France. Il meurt quelques mois plus tard.
À sa mort, le domaine de L'Isle-Adam échoit à son fils Pierre II de Villiers de l'Isle-Adam, futur chambellan du roi Charles VI. Les titres de Pierre de Villiers à sa mort auront été : seigneur de Massy, de Domont, de l’Isle-Adam et de Valmondois, Conseiller et Chambellan du Roi, Lieutenant général pour le Roi en Basse-Normandie, Souverain Maître de l'Hôtel du roi et porte-oriflamme de France.
Pierre de Villiers est un lointain ancêtre de l'écrivain Auguste de Villiers de L'Isle-Adam.
Entre autres enfants, sa fille Jeanne de Villiers, fille de Jeanne de Beauvais de Massy, est la mère de Marie de Garencières, dame de Massy, de Villiers-le-Comte et de Croisy.
- Ladite Marie de Garencières est la fille de Jeanne de Villiers et de Jean Ier de Garencières, chevalier, grand chambellan du duc d'Orléans, Maître de l'hôtel du roi Charles VI, maître des eaux et forêts en Picardie, puis chambellan du roi. Il est cité comme chambellan du duc d'Orléans, dans un mandement, de paris, le 27 janvier 1405, mandement portant défense de faire des joutes ou faits d'armes. Jean de Garencières fut en 1406 chevalier banneret, au service d'Isabelle de France, fille de Charles VI, veuve de Richard II d'Angleterre, et épouse de Charles Ier d'Orléans. Il devint baron du Puiset, titre qui lui est accordé grâce à la bienveillance du roi. Il est aussi connu pour ses œuvres de « chevalier poète » : il est l'auteur d'un recueil de poésies de son temps. Jean de Garencières fut tué à la bataille d'Azincourt le 24 octobre 1415.
- Veuve sans postérité du chevalier Jean de Gaillon, Marie de Garencières, baronne du Puiset, épouse en secondes noces le Breton Tugdual de Kermoysan, qui combat aux côtés de Jean de Villiers de L'Isle-Adam (fils de Pierre II et neveu de Jeanne de Villiers) en 1435 et 1436. Tugdual de Kermoysan devient par ce mariage, seigneur de Massy et de Croisy. Leur fille Jeanne de Kermoysan marie autre Jean de Gaillon, neveu du 1er époux de Marie de Garencières : dont postérité (cf. Racines&Histoire : Gaillon, p. 3 et 4).

## Héraldique
| Armes de Pierre de Villiers | Les armes de Pierre de Villiers se blasonnent ainsi : D'or au chef d'azur chargé d'un dextrochère d'argent paré d'un brassard d'hermine brochant sur la partition. Ses armes sont toujours celles de la commune de Villiers-Adam et apparaissent également sur celles de la commune de L'Isle-Adam, qui a également adopté sa devise. Devise : va oultre la main à l'œuvre |

## Sources
1. ↑  « Famille Villiers de L'Isle-Adam : Pierre, p. 14-15 », sur Racines & Histoire, par Etienne Pattou, 2004, 2007 et 2024

- Georges Bordonove, Les Rois qui ont fait la France - Les Valois - Charles V le Sage, t. 1, Pygmalion, 1988.
- Bernard Baray, Au fil des ans, Nogent-L'Isle-Adam, Les Premiers Temps 862-1527, Éd. du Valhermeil, 1986, 180 p. (ISBN 2-905-684-03-8)
- Site des « Amis de L'Isle-Adam »